# U-628 (tàu ngầm Đức)
U-628 là một tàu ngầm tấn công  Lớp Type VII thuộc phân lớp Type VIIC được Hải quân Đức Quốc Xã chế tạo trong Chiến tranh Thế giới thứ hai. Nhập biên chế năm 1942, nó đã thực hiện được bốn chuyến tuần tra, đánh chìm bốn tàu buôn với tổng tải trọng 21.765 GRT, đồng thời gây hư hại cho ba chiếc khác có tổng tải trọng 20.450 GRT. Trong chuyến tuần tra cuối cùng, U-628 bị một máy bay ném bom B-24 Liberator của Không quân Hoàng gia Anh thả bom và mìn sâu đánh chìm trong Đại Tây Dương vào ngày 3 tháng 7, 1943.

## Thiết kế và chế tạo

### Thiết kế

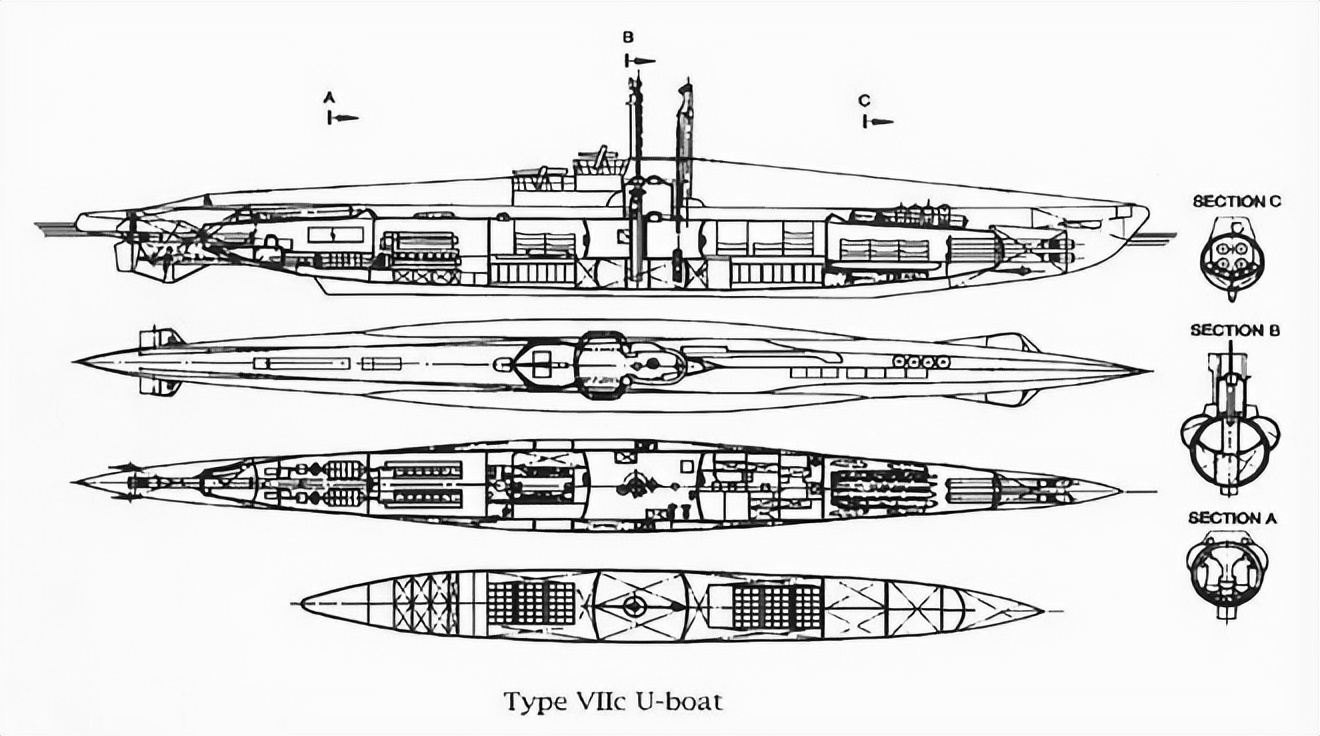
Sơ đồ các mặt cắt một tàu ngầm Type VIIC

Phân lớp VIIC của Tàu ngầm Type VII là một phiên bản VIIB được kéo dài thêm. Chúng có trọng lượng choán nước 769 t (757 tấn Anh) khi nổi và 871 t (857 tấn Anh) khi lặn). Con tàu có chiều dài chung 67,10 m (220 ft 2 in), lớp vỏ trong chịu áp lực dài 50,50 m (165 ft 8 in), mạn tàu rộng 6,20 m (20 ft 4 in), chiều cao 9,60 m (31 ft 6 in) và mớn nước 4,74 m (15 ft 7 in).
Chúng trang bị hai động cơ diesel Germaniawerft F46 siêu tăng áp 6-xy lanh 4 thì, tổng công suất 2.800–3.200 PS (2.100–2.400 kW; 2.800–3.200 bhp), dẫn động hai trục chân vịt đường kính 1,23 m (4,0 ft), cho phép đạt tốc độ tối đa 17,7 kn (32,8 km/h), và tầm hoạt động tối đa 8.500 nmi (15.700 km) khi đi tốc độ đường trường 10 kn (19 km/h). Khi đi ngầm dưới nước, chúng sử dụng hai động cơ/máy phát điện Garbe, Lahmeyer & Co. RP 137/c  tổng công suất 750 PS (550 kW; 740 shp). Tốc độ tối đa khi lặn là 7,6 kn (14,1 km/h), và tầm hoạt động 80 nmi (150 km) ở tốc độ 4 kn (7,4 km/h). Con tàu có khả năng lặn sâu đến 230 m (750 ft).
Vũ khí trang bị có năm ống phóng ngư lôi 53,3 cm (21 in), bao gồm bốn ống trước mũi và một ống phía đuôi, và mang theo tổng cộng 14 quả ngư lôi, hoặc tối đa 22 quả thủy lôi TMA, hoặc 33 quả TMB. Tàu ngầm Type VIIC bố trí một hải pháo 8,8 cm SK C/35 cùng một pháo phòng không 2 cm (0,79 in) trên boong tàu. Thủy thủ đoàn bao gồm 4 sĩ quan và 40-56 thủy thủ.

### Chế tạo
U-628 được đặt hàng vào ngày 15 tháng 8, 1940, và được đặt lườn tại xưởng tàu của hãng Blohm & Voss ở Hamburg vào ngày 7 tháng 8, 1941. Nó được hạ thủy vào ngày 29 tháng 4, 1942, và nhập biên chế cùng Hải quân Đức Quốc Xã vào ngày 25 tháng 6, 1942 dưới quyền chỉ huy của Hạm trưởng, Đại úy Hải quân Heinrich Hasenschar.

## Lịch sử hoạt động

### 1942
Sau khi hoàn tất việc huấn luyện trong thành phần Chi hạm đội U-boat 5, U-628 được điều sang Chi hạm đội U-boat 1 từ ngày 1 tháng 12, 1942 để hoạt động trên tuyến đầu cho đến khi bị mất.

#### Chuyến tuần tra thứ nhất
U-628 khởi hành từ cảng Kiel, Đức vào ngày 28 tháng 11, 1942 cho chuyến tuần tra đầu tiên trong chiến tranh. Nó băng qua khe GI-UK giữa các quần đảo Shetland và Faroe để vòng qua quần đảo Anh và hoạt động tại khu vực Trung tâm Bắc Đại Tây Dương. Vào ngày 29 tháng 12, ở vị trí về phía Tây Bắc quần đảo Azores, nó phóng ngư lôi kết liễu chiếc tàu buôn Anh Lynton Grange 5.029 GRT, vốn thuộc Đoàn tàu ONS-154 và đã bị hư hại sau khi trúng ngư lôi từ tàu ngầm U-406 một ngày trước đó. Chiếc U-boat kết thúc chuyến tuần tra và đi đến cảng Brest bên bờ Đại Tây Dương của Pháp đã bị Đức chiếm đóng, đến nơi vào ngày 8 tháng 1, 1943. Brest trở thành căn cứ hoạt động chính của chiếc tàu ngầm cho đến khi nó bị mất.

### 1943

#### Chuyến tuần tra thứ tư – Bị mất
U-628 khởi hành từ Brest vào ngày 1 tháng 7 cho chuyến tuần tra thứ mười, cũng là chuyến cuối cùng, và hướng xuống phía Tây Nam. Con tàu vẫn còn đang di chuyển trong vịnh Biscay hai ngày sau đó, khi nó bị một máy bay ném bom B-24 Liberator thuộc Liên đội 224 Không quân Hoàng gia Anh thả bom và mìn sâu đánh chìm ở vị trí về phía Tây Bắc Ortegal, Tây Ban Nha, tại tọa độ 44°11′B 08°45′T / 44,183°B 8,75°T. Toàn bộ 49 thành viên thủy thủ đoàn của U-628 đều đã tử trận.

### "Bầy sói" tham gia
U-628 từng tham gia sáu bầy sói:
- Ungestüm (11 – 30 tháng 12, 1942)
- Hartherz (3 – 7 tháng 2, 1943)
- Ritter (11 – 26 tháng 2, 1943)
- Không tên (15 – 18 tháng 4, 1943)
- Specht (19 tháng 4 – 4 tháng 5, 1943)
- Fink (4 – 6 tháng 5, 1943)

### Tóm tắt chiến công
U-628 đã đánh chìm được bốn tàu buôn với tổng tải trọng 21.765 GRT, đồng thời gây hư hại cho ba chiếc khác có tổng tải trọng 20.450 GRT:
| Ngày              | Tên tàu             | Quốc tịch      | Tải trọng | Số phận      |
| ----------------- | ------------------- | -------------- | --------- | ------------ |
| 29 tháng 12, 1942 | Lynton Grange       | United Kingdom | 5.029     | Bị đánh chìm |
| 23 tháng 2, 1943  | Glittre             | Norway         | 6.409     | Bị hư hại    |
| 23 tháng 2, 1943  | Winkler             | Panama         | 6.907     | Bị hư hại    |
| 24 tháng 2, 1943  | Ingria              | Norway         | 4.391     | Bị đánh chìm |
| 25 tháng 2, 1943  | Manchester Merchant | United Kingdom | 7.264     | Bị đánh chìm |
| 17 tháng 4, 1943  | Fort Rampart        | United Kingdom | 7.134     | Bị hư hại    |
| 5 tháng 5, 1943   | Harbury             | United Kingdom | 5.081     | Bị đánh chìm |